# Lüthorst
Lüthorst ist ein Dorf in Südniedersachsen im Landkreis Northeim, das seit 1974 ein Stadtteil von Dassel ist.

## Name
Lüthorst wurde bereits im 9. Jahrhundert als Luthardessen in den Corveyer Traditionen erwähnt.
Der Ortsname formte sich im Laufe der Zeit zu Lüthorst (auch Lüethorst) um.

## Geschichte
Die Ortsgründung erfolgte vermutlich im Frühmittelalter an einer Wegkreuzung. Zu dieser Zeit der Sachsenherrschaft gehörte Lüthorst zum Suilbergau und entwickelte sich zu einer Gerichts- und Kultstätte. Nach der Unterwerfung des Gebiets durch Karl den Großen um 800 und die Einführung der Lehnsherrschaft erfolgte vom Kloster Corvey ausgehend die Konvertierung zum Christentum. Eine erste geschichtlich gesicherte Erwähnung Lüthorsts findet sich in den Corveyer Traditionen und lässt sich auf 866–877 datieren. Das Reichskloster Corvey übte ab diesem Zeitpunkt die Grundherrschaft über Lüthorst aus und das Amt Lüthorst wurde als Verwaltungssitz für umliegende (inzwischen größtenteils nicht mehr vorhandene) kleinere Dörfer gegründet. Etwa im 11. Jahrhundert bekamen die Edelherren von Homburg dieses Amt zu lehen, welche lokale Rechte wiederum später an die Herren von Luthardessen als Afterlehen abtraten, deren Stammsitz sich in Lüthorst befand. Diese bauten bis in das 14. Jahrhundert Besitz in Lüthorst auf und waren in der Lage, 1295 das Kloster Amelungsborn zu beschenken und 1316 der örtlichen Kirche zwei Glocken zu schenken.
Im 14. Jahrhundert entwickelte sich Lüthorst, gelegen an einer Handelsstraße zwischen Weser und Leine, zu einem kleinen Marktort fahrender Kaufleute, wurde als „blek“ (= Flecken) bezeichnet und war kirchlicher Mittelpunkt einer Parochie mit 7 umliegenden Dörfern. Als Amt war Lüthorst ebenfalls Sitz eines Gogerichts, dessen Gerichtsherren die Edelherren von Homburg waren, wohingegen die Grafen von Dassel die Rechtsprechung über das Halsgericht innehatten. Nach dem Aussterben der Grafen von Dassel fiel der Ort komplett unter die Herrschaft der Homburger. Die übrige Grafschaft Dassel fiel an das Hochstift Hildesheim, daher versuchte der Hildesheimer Bischof Gerhard von Berg den Einfluss der Homburger gering zu halten. Sogar Papst Gregor XI. sah sich 1370 veranlasst, der Lüthorster Kirche Schutz zu versprechen, und beauftragte damit den Abt des Klosters Reinhausen, Heyso von Uslar. Im Jahr 1383 erfolgte der Bau der Burg Lüthorst durch die Herren von Homburg, welches vermutlich an der Stelle einer älteren Befestigung („castrum“) aus dem 10. Jahrhundert lag.
Im Rahmen der Homburger Fehde zum Ende des 14. Jahrhunderts, einer Fehde zwischen den Homburgern und den Herren von Luthardessen, wurden letztere vertrieben und Lüthorst und die umliegenden kleinen Dörfer geplündert, verwüstet und in Brand gesetzt. Die umliegenden Orte blieben wüst und sind heute nicht mehr zu erkennen, lediglich Portenhagen wurde etwa 200 Jahre später wieder aufgebaut. 1409 starb mit Heinrich VIII. der letzte der Edelherren von Homburg aus und das Amt Lüthorst fiel mit der Burg Greene und Hohenbüchen an seine Witwe Schonette von Nassau. Diese heiratete wenig später Herzog Otto von Grubenhagen aus der Familie der Welfen, verkaufte aber das Amt Lüthorst an das Hochstift Hildesheim. Nach ihrem Tod kam es zu einem Disput über die territorialen Zugehörigkeiten einiger Gebiete, der letztlich in die Hildesheimer Stiftsfehde endete, im Rahmen derer die erfolglose Belagerung der Burg Lüthorst durch alfelder Truppen stattfand. In Folge der Niederlage Hildesheims kam deren Enklave, die ehemalige Grafschaft Dassel, zu dem das Amt Hunnesrück mit umliegenden Dörfern gehörte, zum welfischen Fürstentum Calenberg. Das Amt Lüthorst und das Amt Hunnesrück wurden zusammengelegt und zum neugegründeten Amt Erichsburg verlegt. Bereits 1542 erfolgte durch Anton Corvinus die Einführung der Reformation in Lüthorst.
Lüthorst und andere umliegenden Orte wurden im 16.–18. Jahrhundert in mehrere Kriege verwickelt. Im Schmalkaldischen Krieg wurde die nahe gelegene Erichsburg von kaiserlichen Truppen belagert. Aufgrund der strategische Durchgangslage zwischen Weser und Leine zogen im Dreißigjährigen Krieg mehrfach Armeen durch Lüthorst. Katholische Truppen unter Graf Tilly haben den Ort stark verwüstet, später ebenso schwedische Soldaten. Die Verwüstungen hatten noch viele Jahrzehnte Auswirkungen auf die örtliche Landwirtschaft und nahezu alle großen Höfe waren wüst gefallen.
1692 ging aus dem Fürstentum Calenberg aufgrund von Erbverträgen das neugegründete Kurfürstentum Hannover hervor, zu dem auch das Amt Erichsburg mit Lüthorst gehörte. Zur Zeit des Siebenjährigen Krieges hatte Lüthorst unter der französischen Besatzung Einbecks zu leiden, da hierfür Versorgungsabgaben von umliegenden Orten verlangt wurden, bis 1761 General Luckner bei der Erichsburg Teile der französischen Truppen schlagen und versprengen konnte. In der Zeit der napoleonischen Besatzung gehörte Lüthorst zum Kanton Markoldendorf, Distrikt Einbeck, Departement an der Leine des Königreichs Westphalen. 1859 wurde das Amt Erichsburg aufgelöst und Lüthorst zum Amt Einbeck gelegt und ab 1866 gehörte die Region zum Königreich Preußen. Der Erste Weltkrieg verpflichtete 165 Kriegsteilnehmer aus Lüthorst, von denen 31 im Krieg gefallen sind. Der Zweite Weltkrieg verlangte noch größere Opfer und 77 Lüthorster starben im Krieg, während auch die Dorfbewohner in Lüthorst unter großer Not und mangelnder Ernährung zu leiden hatten. Am Sonntagvormittag, den 8. April 1945, erfolgte der Einmarsch amerikanischer Truppen von Wangelnstedt aus und die Kapitulation des Dorfes unter Leitung des Pastors ohne dass es zu Widerstand kam.
Lüthorst wurde am 1. März 1974 in die Stadt Dassel eingegliedert.
Lüthorst war seit jeher fast ausschließlich land- und viehwirtschaftlich geprägt. Ab dem 16. Jahrhundert sind 10–18 größere Meierhöfe verzeichnet. Er wurde größtenteils Flachs, Weizen, Hafer, Roggen angebaut und jahrhundertelang gab es mehrere große Schafherden im Ort. Holzwirtschaft hat in kleinem Maße eine Rolle gespielt. Durch wiederholte Wüstungen im 14.–17. Jahrhundert entwickelte sich die Landwirtschaft kaum. Erst ab dem 18. Jahrhundert gab es einen Aufschwung der Landwirtschaft durch die langsame Abschaffung der Grundherrschaft, rechtliche Reformen und technische Verbesserungen, wie die Drainage feuchter Bachauen durch Bau von Gräben und somit Nutzbarmachung der Boden als Äcker. Die landwirtschaftlich tätige Dorfbevölkerung gelangte erst mit den preußischen Agrarreformen zu eigener Unabhängigkeit.

## Politik

### Ortsrat
Lüthorst hat einen neunköpfigen Ortsrat, der seit der Kommunalwahl 2021 von acht Mitgliedern der „Wählergemeinschaft Lüthorst“ und von einem Mitglied der CDU besetzt ist. Die Wahlbeteiligung lag bei 74,95 Prozent.

### Ortsbürgermeister
Ortsbürgermeister ist Ralf Finke, stellvertretender Ortsbürgermeister ist Uwe Fingerhut.

### Wappen
Das Wappen ist eine neuzeitliche Überarbeitung des Wappens der Herren von Luthardessen. Die beiden Balken geben einen Hinweis auf ihre beiden Lehnsherren. Die Kugeln erinnern an wüst gefallene Nachbardörfer. Außerdem weist das Wappen auf die vorbeifließende Bewer hin.

## Sehenswürdigkeiten

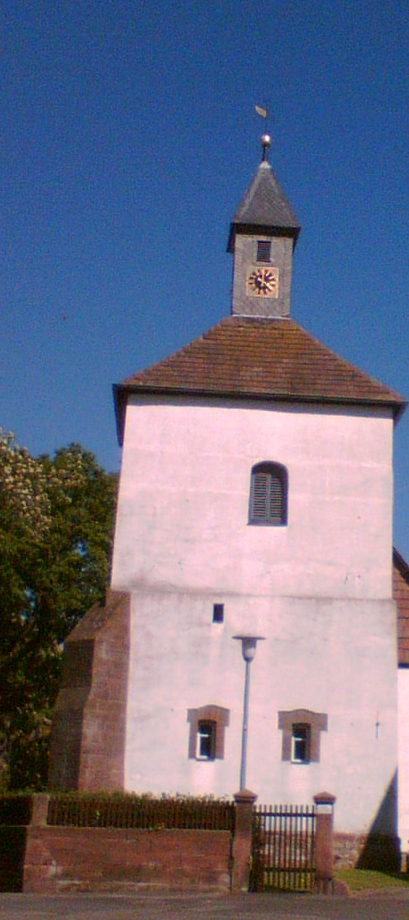
Mittelalterlicher Kirchturm

### Kirche
Nach dem Chronisten Johannes Letzner wurde bereits die erste Kapelle des Ortes nach Magnus von Füssen benannt. Dies ist der Schutzheilige gegen wilde Tiere, die damals unerwünscht waren. Um 1225 wurde sie vom Corveyer Abt zur Pfarrkirche erhoben. Die Herren von Luthardessen stifteten ihr 1316 zwei Glocken, wovon heute noch eine erhalten ist, die andere wurde 1942 eingeschmolzen. 1504 wurde der Chorteil der Kirche neu gebaut und von Bischof Johannes Laasphe geweiht. Zwischen Chor und Turm befand sich das Beinhaus. 1728 wurde es abgerissen, und der neue Mittelteil der Kirche wurde 1732 fertiggestellt. Daher stammt das heutige Kirchengebäude aus 3 Bauphasen. Der Turm wird in das 10. Jahrhundert datiert, als er Teil einer Burganlage war. 1910 wurde er außen durch Buntsandsteinstützen verstärkt.
Der Taufstein wurde 1614 aus Alabaster hergestellt. Der rohe Stein wurde aus einer kleinen, Olsberg oder Aulsberg genannten Erhebung unweit nördlich von Lüthorst abgebaut. Bis 1930 stand der Taufstein unten im Kirchturm. 1931 wurde er von Friedrich Buhmann restauriert und an seinen heutigen Standort vor dem Chor gebracht. Das Becken auf dem massiven Fuß ist durch kleine, mit 3 Furchen kannelierte Pilaster, die oben in Voluten enden, in 8 Felder aufgeteilt. Die 8 Felder zeigen von je einer Pilgermuschel überwölbte Reliefs von Figuren, davon 4 Putten und 4 Evangelisten. Die Putten erinnern mit Inschrift an lokale Persönlichkeiten, darunter Pastor Beisner, den Nachfolger von Johannes Letzner an dieser Kirche. Bei den Evangelisten handelt es sich um Matthäus (mit dem Attribut eines Engels), Markus (mit dem Attribut eines Löwen), Lukas (mit dem Attribut Stier) und Johannes (mit dem Attribut Adler). An der Deckplatte des Taufsteins ist der Taufbefehl nach Mt 28,16–20  als lateinische Inschrift angebracht. Die Kirche ist zudem seit 1850 mit einer Furtwängler-Orgel ausgestattet.
Die evangelische Kirchengemeinde gehört zum Kirchenkreis Leine-Solling.
Seit 2016 ist die Kirche eine Radwegekirche, da der Europaradweg R1 durch den Ort führt.

### Gedenkstätten
Ein Wilhelm-Busch-Zimmer genannter Ausstellungsraum zu dem Thema Buschs Leben in Lüthorst wurde vom Heimatverein eingerichtet. Zudem gibt es einen Wilhelm-Busch-Gedenkstein. In 12 Stationen ist das örtliche Wirken von Wilhelm Busch im Wilhelm-Busch-Pfad zusammengefasst.

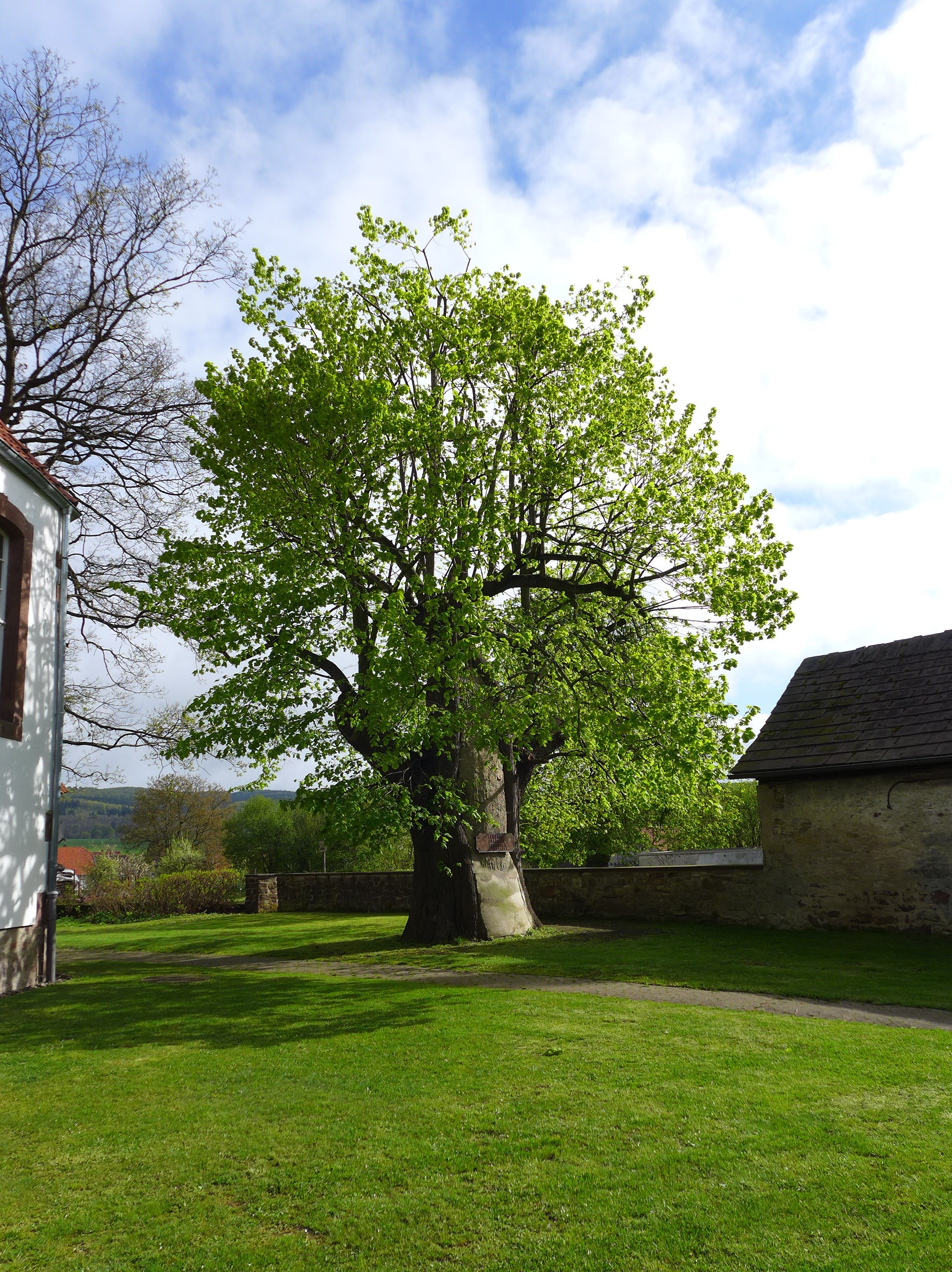
Die alte Gerichtslinde

### Baum
Neben der Kirche steht eine Linde, deren Alter auf mehrere hundert Jahre geschätzt wird. Sie markiert den Standort des hier im Mittelalter abgehaltenen Gogerichts. 1539 wurde diese Gerichtsstätte mit der Gründung des Amtes Erichsburg auf die Erichsburg verlegt. Der heute noch vitale Baum ist innen hohl und wird seit unbekannter Zeit mit einer Zementfüllung und einem Eisenring gestützt. Am 9. Juni 1964 wurde die Linde durch ein Gewitter schwer beschädigt.

## Kultur und Infrastruktur
Der Verein mit der höchsten Mitgliederzahl ist der TSV Germania Lüthorst von 1903, der über mehrere Sparten verfügt, darunter Fußball, Tischtennis, Aerobic, Walking, Männerturnen, Kinderturnen und den Spielmannszug. Die Schützen des Ortes teilen sich das Sportheim zusammen mit dem Sportverein und dem Wilhelm-Busch-Zimmer. Weitere Vereine sind der Taubenzuchtverein und die Reitergemeinschaft Lüthorst.
In Lüthorst befand sich bis 2005 in einem Vorgarten eine Sammlung von Gartenzwergen. Hierzu gehörte der weltweit schwerste Gartenzwerg mit etwa 95 kg, der einen Eintrag in das Guinness-Buch der Rekorde erhielt.
Lüthorst verfügt über einen Kindergarten.
Rund um Lüthorst gibt es Wanderwege in den Amtsbergen und dem Elfas.

## Persönlichkeiten

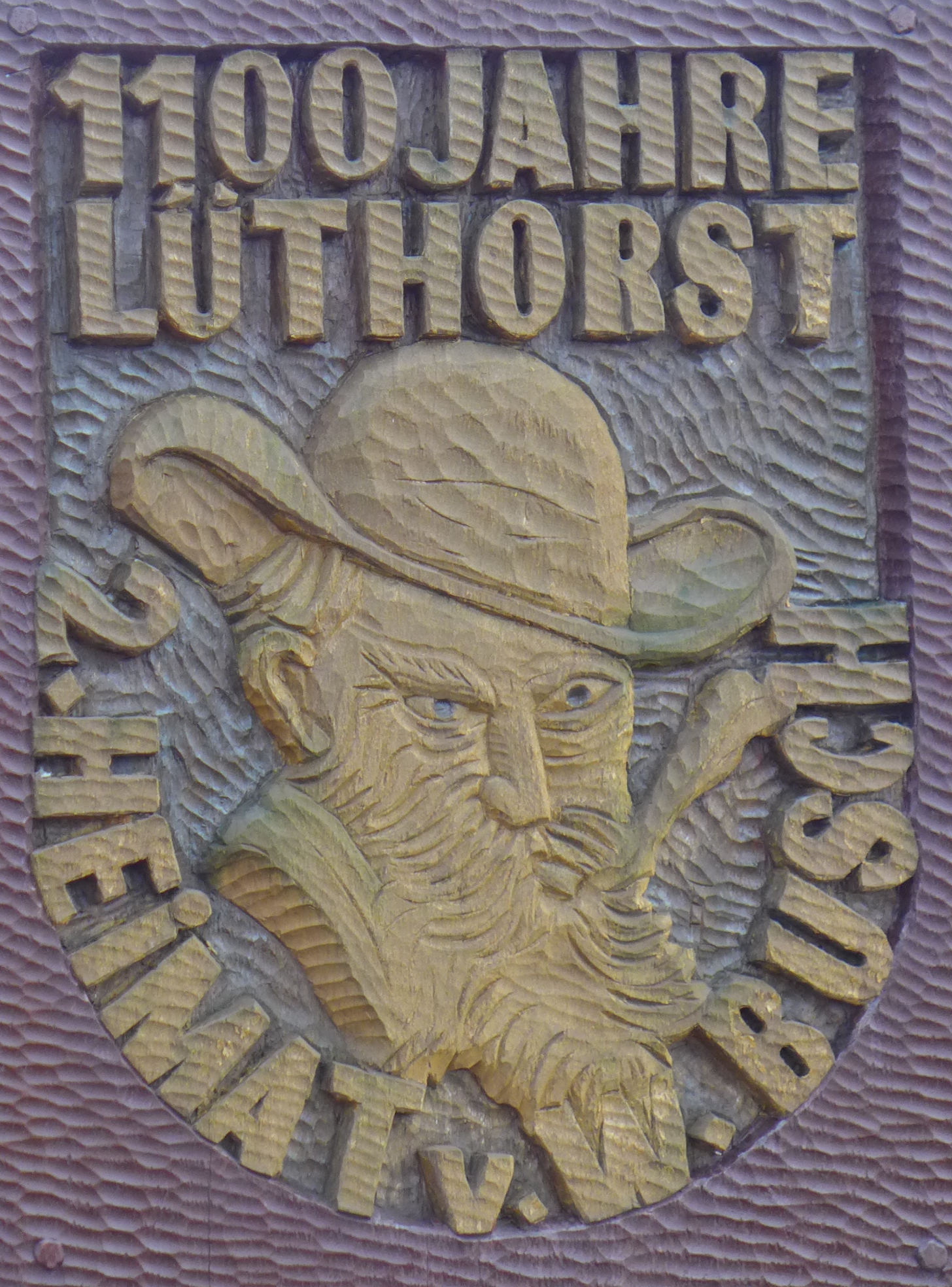
Gedenktafel Ortsgeschichte und Busch

### In Lüthorst geboren
Bekannte, hier gebürtige Personen der Neuzeit sind Joachim Stünkel, Ludwig Adolf Petri, Adolf Just und Rüdiger Butte.

### In Lüthorst gewirkt
Vom Chronisten Johannes Letzner, der berufen durch Abt Reiner von Bocholtz die Pfarrstelle in Lüthorst von 1583 bis 1589 innehatte, sind Aufzeichnungen aus dieser Region vorhanden. In Dassel ist ein Nachdruck seiner Zusammenstellung Dasselische und Einbeckische Chronica im Museum Grafschaft Dassel ausgestellt.
Der Dichter und Maler Wilhelm Busch hatte in Lüthorst seine zweite Heimat. Er lebte 1846 bis 1897 zeitweilig hier bei seinem Onkel, dem Pastor Georg Kleine. In Lüthorst schuf Busch einige Werke, die zum Teil im Wilhelm-Busch-Zimmer zu besichtigen sind.